# Бойко Олег Вікторович
Бойко Олег Вікторович (28 вересня 1964 , Москва ) — російський олігарх, підприємець, інвестор, засновник і голова наглядової ради інвестиційної групи Finstar Financial Group, продюсер.
Створена Бойком група Finstar Financial Group включає активи у 30 країнах у сфері фінансових технологій, цифрових послуг та онлайн-кредитування. Серед непрофільних активів Бойка: Рів Гош та Ritzio International. Бойко — співвласник Fashion TV. Засновник Фонду підтримки паралімпійського спорту Параспорт.
№ 68 серед російських мільярдерів за версією Forbes 2022 року зі статками $1,3 млрд.

## Життєпис
Народився 28 вересня 1964 року в Москві.
1996 року Бойко отримав травму хребта, станом на 2016 пересувався за допомогою електроскутера.

### Освіта
Закінчив школу фізико-математичного профілю. Має чорний пояс із карате.
1981 року вступив до Московського авіаційного інституту за спеціальністю радіоелектроніка. З 1982 по 1986 працював у обчислювальному центрі Московського університету ім. Ломоносова. 2006 року закінчив РАНХіГС.

## Підприємнитство

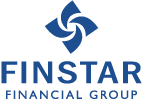
Логотип Finstar Financial Group

Перші гроші Бойко заробив у школі, організувавши секцію з карате. 1988 року створив кооператив з торгівлі ПЕОМ та розробки та реалізації математичних програм для ЕОМ.
1990—1993 — створив мережу магазинів об'єднаних у ЗАТ «Концерн „ОЛБІ“» («Олег Бойко Інвестмент») та мережу OLBI-Diplomat, які торгують за дебетовими валютними картками. 1994 року АТВТ «ОЛБІ-Дипломат» (входить до концерну ОЛБІ) випустила акції, та на руки видавалися не вони, а «Свідоцтва про депонування однієї звичайної акції», доходу за ними не гарантували, а розмір дивідендів мали визначати щорічні збори акціонерів. 1995 року в компанії виникли проблеми через банк «Національний кредит», які виникли на тлі загальної кризи у банківській сфері  . Збори про рішення виплати дивідендів не проводилися, виплати з акцій було припинено. Одночасно в офісах компанії «ОЛБІ-Дипломат» та банку «Національний кредит» було припинено викуп акцій. У листопаді 2002 р. Арбітражний суд Москви виніс рішення про визнання АТВТ «Олбі-Дипломат» банкрутом.
Володів часткою у виданні Известия. З 1994 входив до ради директорів ГРТ і наглядової ради Сбєрбанку. 1990—1995 — власник банку «Національний кредит», який згодом продав.
1996 року Бойко з партнерами заснував інвестиційну групу Finstar Financial Group. Серед найбільш значущих активів у різний час значилися Євразхолдінг, латвійський банк Baltic Trust Bank, міжнародна розважальна мережа Ritzio Entertainment Group і парфумерно-косметична мережа Рів Гош.
В 1999 разом з Олександром Абрамовим створив ВАТ Євразхолдінг і до березня 2004 був там головою ради директорів. В 2004 Бойко продав свою частку (25 %) за 600 млн доларів.
2002 року з партнерами створив Ritzio Entertainment Group на базі московської мережі ігрових салонів «Вулкан», 2006 року став президентом компанії. Ritzio Entertainment перетворилася на найбільший гральний холдинг Східноїх Європи, вона володіє гральними залами в Німеччині, Румунії та Хорватії.
2007 року купив 75 % акцій мережі Рів Гош. Із 71 регіональної філії 48 були розташовані в Санкт-Петербурзі. Протягом п'яти років мережа «Рів Гош» стала другим за величиною рітейлером на ринку парфумерії та косметики Росії із 190 магазинами середньою площею 200—300 м², розташованих у 40 містах Росії. У 2012 році підприємець продав 51 % акцій Августу Мейєру та Дмитру Костигіну. Учасники ринку оцінили операцію на суму близько 300 млн доларів.
2009—2010 — Finstar Financial Group інвестував у лотерейний бізнес. 2010 року Спортлото, кінцевий бенефіціар якого — Бойко, отримало держконтракт на проведення двох тиражних та 10 безтиражних лотерей на підтримку Олімпійських та Паралімпійських зимових ігор у Сочі 2014 року. Згодом Бойко продав Спортлото Сбєрбанку, що належав йому.
У 2014 році компанія «Спортбет», що володіє букмекерською ліцензією № 1 в Росії, змінила власників на групу європейських інвесторів, що розвивають розважальний сектор, у тому числі і букмекерський. До початку 2014 року Бойко продав усі лотерейні та букмекерські активи в Росії та за кордоном.
У 2012 році структури Бойка інвестували в латвійську компанію 4finance і придбали 75 %. Траст, підконтрольний сім'ї Бойка, на початку 2015 року знизив свою частку в 4finance з 75 % до 49 %.
2015 року компанія Finstar вклала 15 млн євро в фінську компанію Euroloan Group. У 2016 році Finstar спільно з Holtzbrinck Ventures інвестували 31,5 млн євро в німецьку онлайн-платформу кредитування Spotcap, що надає кредитні послуги малому та середньому бізнесу.
У квітні 2017 року Бойко заявив про намір інвестувати у фінтех-бізнеси та R&D напрямок портфельних компаній групи $150 млн протягом наступних 5 років. Працюватиме з фінансовими стартапами Finstar через дочірню компанію FinstarLabs, яка є R&D-центром. На початку 2017 року офіс FinstarLabs відкрився у Берліні. У компанію вже вкладено $30 млн.
Займався розвитком фінансово-інвестиційного напряму бізнесу, переважно у галузі фінансових послуг та технологій.
2013 року Finstar купила частку в Fashion TV, що керує 13 локальними телеканалами в різних країнах.
Продюсер фільму Місто гріхів 2: Жінка, заради якої варто вбивати та режисерського дебюту Скарлетт Йоханссон — фільму за романом Трумена Капоте Літній круїз.

## Санкції
У листопаді 2023 року Канада зняла санкції проти Бойка, не назвавши причин.

## Громадська діяльність
Бойко заснував Фонд підтримки паралімпійського спорту «Параспорт». Керує Комісією з розвитку паралімпійського руху Росії при Російському паралімпійському комітеті. У 2022 році фонд став офіційним партнером російської команди на XIII Паралімпійських зимових іграх у Пекіні.
2014 — директор ток-шоу «Герої нашого часу», яке знімали на XI зимових паралімпійських іграх у Сочі, шоу вели російський тележурналіст Олександр Любимов та білоруський шоумен із Comedy Club Вадим Галигін. 1 жовтня 2015 року Бойко увійшов до Комітету з розвитку Міжнародної спортивної федерації ампутантів та колясочників IWAS. Федерація IWAS є співзасновником Міжнародного паралімпійського комітету та співзасновником паралімпійських ігор. Про це призначення оголосив президент спортивної федерації Пол де Пас напередодні засідання Генеральної асамблеї.
Під час пандемії COVID-19 2020 року Бойко надав допомогу понад 2000 спортсменам національних збірних з 28 видів паралімпійського спорту з більш ніж 35 суб'єктів Російської Федерації. Цього ж року Бойко взяв участь у саміті філантропів Форбс 400.
2021 був головою комітету з розвитку паралімпійського руху при Паралімпійському комітеті Росії.

## Суд проти Google
2019 року, за словами адвоката Олега Бойка Вадима Прохорова, бізнесмен звернувся до суду, коли в інтернеті з'явився «мінімум один анонімізований сайт», зареєстрований за межами Росії, який начебто містив недостовірну інформацію про Бойка. Суд визнав, що 11 фрагментів з сайту неправдивими.
За словами юриста, після цього до Google відправили звернення з проханням припинити видачу посилання на цей сайт, посилаючись на закон РФ «Про інформацію, інформаційні технології та захист інформації», згідно з яким пошуковик зобов'язаний припинити видачу інформації, яка є недостовірною або неактуальною. Результатів це не принесло.
У лютому 2021 року Гагарінський суд Москви відхилив позов Бойка до Google. Суд визнав, що Google.ru не може відповідати за інформацію, розміщену в інтернеті третіми особами, а сам поширенням інформації не займається. У позові Бойко вимагав припинити видачу посилань, в обґрунтуванні вимог Бойко вказував, що суд уже визнав цю інформацію такою, що не відповідає дійсності.
У серпні Бойко подав скаргу на рішення відхилити його позов до Другого касаційного суду. В результаті в жовтні рішення скасували та відправили на новий розгляд. У грудні 2021 року Олег Бойко через суд домігся від Google видалення з пошукової видачі сайту, де, як він стверджує, міститься недостовірна інформація про нього. Пізніше Google подав апеляційну скаргу на це рішення. Однак у серпні 2022 року Московський міський суд після розгляду скарги визнав обґрунтованою вимогу до Google LLC видалити з результатів пошуку на прізвище та ім'я позивача посилання на сайти, визнані судом недостовірними.

## Статки
З 2005 року входить до рейтингу 100 найбагатших бізнесменів Росії за версією Forbes з місцями з 31-го по 78-е (№ 78 2014 року) та статком 550—1500 млн доларів ($1,35 млрд 2014 року). У лютому 2019 посідав 1561 місце в списку найбагатших людей світу за версією Forbes з особистим статком у 1400 млн доларів. На 2022 рік статки бізнесмена оцінюються в 1300 мільйонів доларів.

## Родина
Розлучений, дітей немає.
Батько — Бойко Віктор Денисович, генеральний директор НВО «Зліт». Мати — Дочар Віра Павлівна, старший науковий співробітник Інституту лікарських рослин РАН.